# Sniper Elite V2
Sniper Elite V2 est un jeu vidéo de tir tactique développé par Rebellion Developments et édité par 505 Games en 2012 sur Windows, Xbox 360, PlayStation 3 et Wii U. Le jeu est également disponible en version remasterisé sur Playstation 4 et Xbox one depuis Avril 2019.
C'est une suite du titre Sniper Elite (2005) qui se déroule à la même période et localisation (la bataille de Berlin en avril et mai 1945), cependant la trame narrative est différente. L'histoire du jeu suit un agent des services américains qui doit capturer ou éliminer les scientifiques impliqués dans le programme de missiles V2 allemandes alors que l'Armée rouge envahit l'Allemagne, sur fond de l'opération Paperclip.

## Accueil
- Famitsu : 32/40[1]
- Jeuxvideo.com : 14/20[2]